# توملو (تشيشير)
توملو (بالإنجليزية: Twemlow)‏ هي قرية و أبرشية مدنية تقع في المملكة المتحدة في إنجلترا. يقدر عدد سكانها بـ 168 نسمة .